# Matvej Fjodorovics Kazakov
Matvej Fjodorovics Kazakov (orosz: Матве́й Фёдорович Казако́в) (Moszkva, 1738 –‎ Rjazany, 1812. október 25.); orosz neoklasszikus építész, de neogótikus projektek szerzője is volt.
II. Katalin uralkodása alatt az egyik legbefolyásosabb moszkvai építész volt. Számos magánrezidenciát, két királyi palotát, két kórházat, egyetemi épületet és a Kreml szenátusának palotáját tervezte. Műveinek nagy részét a napóleoni háborúk alatt az 1812-es moszkvai tűzvész elpusztította; később különféle fokú átalakításokkal ezeket újjáépítették.
Az egyik diákja Oszip Bove volt.

## Művei

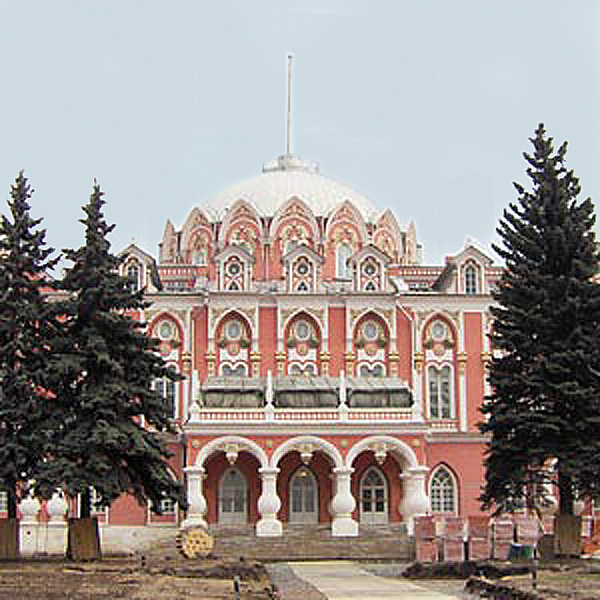
Petrovszkij palota

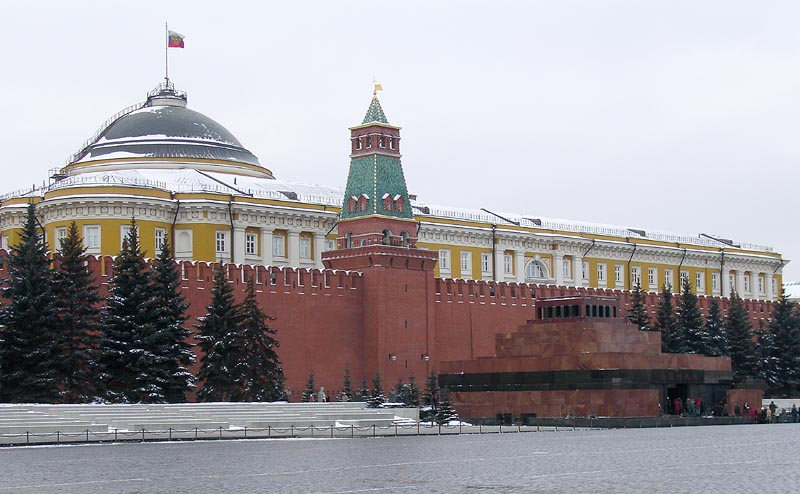
A Szenátusi Palota a Vörös térről nézve

- Szenátusi palota a moszkvai Kremlben (1776-1787)
- Egyetemi épület a Mokhovaja utcában (1786-1793), Domenico Gilardi 1812 után újjáépítette
- Szent Fülöp-templom (1777-1788), Moszkva
- Kozicki-kúria (1780-1788), Tverszkaja utca
- Butirka (1782)
- Nemesi Gyűlés épülete (1784-1787), ma Szakszervezetek Háza [9]
- Mennybemenetele templom Moszkvában (1790-1793)
- Szent Kozma és Damján templom Moszkvában (1791-1793)
- Galicine Kórház (1796-1801)
- Pál Kórház (1802-1807)
- Demidov-kastély (1779-1791)
- Durasov-kúria Moszkvában (1790-es évek)
- Goubine kastély (1790)
- Gubin-kúria Moszkvában (1793)
- Mennybemenetel-templom Kolomnában
- A Megváltó temploma, Rai-Semenovskoe falu (1774-1783)
- Tyihvini Szűzanya templom, Sztaro-Golutvin kolostor
- Petrovszkij-palota (1776-1780)

## Emlékezete
Az 5544 Kazakov aszteroidát róla nevezték el.